# Aphis alienus
Aphis alienus är en insektsart. Aphis alienus ingår i släktet Aphis och familjen långrörsbladlöss. Inga underarter finns listade i Catalogue of Life.